# Artificial Intelligence (kompilační album)
Artificial Intelligence je kompilační album vydané v červenci roku 1992 společností Warp Records. Jde o první album ze stejnojmenné serie, kterou společnost Warp vydávala do roku 1994. Na kompilaci se nachází celkem deset nahrávek od různých autorů, mezi něž patří například Alex Paterson z projektu The Orb či The Dice Man (později známý jako Aphex Twin).

## Seznam skladeb
V závorkách jsou uvedeni interpreti jednotlivých písní.
1. „Polygon Window“ (The Dice Man) – 5:12
2. „Telefone 529“ (Musicology) – 4:11
3. „Crystel“ (Autechre) – 4:38
4. „The Clan“ (I.A.O) – 5:08
5. „De-Orbit“ (Speedy J) – 6:13
6. „Preminition“ (Musicology) – 4:04
7. „Spiritual High“ (UP!) – 7:43
8. „The Egg“ (Autechre) – 7:32
9. „Fill 3“ (Speedy J) – 3:42
10. „Loving You Live“ (Alex Paterson) – 4:01